# 人智学
人智学（じんちがく）とは、ギリシア語で人間を意味する ἄνθρωπος （anthropos, アントローポス）と、叡智あるいは知恵を意味する σοφία （sophia, ソピアー）の合成語、すなわち逐語的には「人間の叡智」を意味する ドイツ語: Anthroposophie の日本訳語である。ドイツ語音からアントロポゾフィーと音訳される。
19世紀末から20世紀初頭にかけてドイツ語圏を中心とするヨーロッパで活躍した哲学者・神秘思想家のルドルフ・シュタイナー（1861年-1925年）が自身の思想を指して使った言葉として有名であるが、この言葉自体は初期近代（近世）にすでに使用されている。
人智学という言葉を使用したドイツ語圏の哲学者イマヌエル・ヘルマン・フィヒテとイグナツ・パウル・ヴィタリス・トロクスラーは、人間には超感覚的存在としての側面があるという考え方を提示したが、同じく人智学という用語を用いたシュタイナーの思想もその流れを受け継いでいると高橋巖は指摘している。

## 語源
人智学（アントロポゾフィー）という言葉は、ギリシア語で人間を示す ανθρωπος （anthropos アントローポス）と叡智あるいは知恵を示す σοφια（sophia ソピアー）を合成したものである。シュタイナー思想を指す言葉として広く知られるが、シュタイナーの造語ではなく、初期近代の文献にもその使用が確認されている。それ以降はイグナツ・パウル・ヴィタリス・トロクスラー（Ignaz Paul Vitalis Troxler, 1780年-1866年）や、ヨハン・ゴットリープ・フィヒテの息子であり、ゲオルク・ヴィルヘルム・フリードリヒ・ヘーゲルの弟子（右派）であるイマヌエル・ヘルマン・フィヒテにおいてもこの言葉の使用が認められる。

## シュタイナー以前の歴史

### 16世紀
人智学（Anthroposophie, アントロポゾフィー）という言葉は、初期近代の時点ですでに使用されていることが確認されている。ルネサンス・プラトン主義者で秘教学者として有名なドイツのハインリヒ・コルネリウス・アグリッパに端を発するとみなされている、著作者不明の魔術書『アルバテル - 古人の魔術について : 至高の叡智の研究』（Arbatel de magia veterum, summum sapientiae studium, 1575）は、神智学 (Theosophia) と人智学 (Antroposophia〔ママ〕) を「善良なる知識」に分類し、後者には「自然の事象の知識」(Scientia rerum naturalium) と「人間の事象の洞察」(Prudentia rerum humanarum) が該当するとしている。

### イグナツ・パウル・ヴィタリス・トロクスラー
19世紀初頭には、スイスの医師であり哲学者でもあるイグナツ・パウル・ヴィタリス・トロクスラー（1780年-1866年）が「人智学」という概念を用い、それを著作『生智学の要素』（1806年）にて生智学（独: Biosophie, ビオゾフィー）〔βίος/bios：生命 + σοφία/sophia：叡智〕に分類した。生命哲学の、そしてまた何よりもトロクスラーに学んだ自然哲学者シェリングの先駆者という意味において、生智学は「自己認識を通して得る本性認識」を意味している。トロクスラーは人間本性に関する認識のことを人智学と呼んだ。かれに従えば、全ての哲学は人智学にならなければならず、また、全ての哲学は同時に本性認識でなければならない。それは「本来的な人間」に基づいた「客観化された人間学」(objektivierte Anthropologie) と考えられた。必然的に神と世界は、人間本性において神秘的過程を通して統一されるのである。

### イマヌエル・ヘルマン・フィヒテ
かの有名なヨハン・ゴットリープ・フィヒテの息子であり、またゲオルク・ヴィルヘルム・フリードリヒ・ヘーゲルの弟子（右派）でもあるイマヌエル・ヘルマン・フィヒテも、この概念を使用している。かれは著書『人間学 人間の魂に関する学問』（1856年）のなかで、人智学とは「精神が行う委曲を尽くした承認のみ」における「人間の根本的自己認識」であるとした。「神的な精神の居合わせあるいは実証を、自らの内側に向けることのみ」以外の方法で、「人間の精神」はしかしそれを真に根本的にあるいは徹底的に認識することはできないとした。

### ギデオン・シュピッカー
宗教哲学者であるドイツのギデオン・シュピッカー（1840年-1912年）は「宗教に、哲学的形式をもって自然科学的な基礎を与える」ことに心血を注ぎ、信仰と知識あるいは宗教と自然科学の葛藤を、自らの人生と思考の根本問題であるとみなした。かれは「最も高貴な自己認識」という意味において人智学の要綱を以下のように表現した。
科学においての問題は事物の認識である、一方哲学においての問題はこの認識に関する認識を裁く最終的な審判である。従って人間が持つべき本来の研究課題とは、人間自身に関するものである。同時にそれは哲学の研究であり、その究極の到達点は自己認識あるいは人智学である。—『シャフツベリー伯爵の哲学』、1872年
シュピッカーの理想は、理性と経験の適用下における自己責任に基づいた認識として、宗教の中での神と世界の統一を包括するものであった。

### ロベルト・ツィンマーマン
オーストリアの哲学者でありヘルバルト主義者でもあるロベルト・ツィンマーマン（1824年-98年）は、いわゆる「哲学序論」の創始者でもある。かれは1882年の自らの著作において「人智学」という言葉を選んだ（『人智学概論 実念論的基礎に基づいた観念論的世界解釈体系のための草稿』、1882年）。その哲学講義を若かりし日にルドルフ・シュタイナーも聴講したことがあるというツィンマーマンは、「通俗的な体験の見地が担う制約と矛盾」を自らの体系において克服するために「人間知の哲学」を構築しようとした。それは経験の科学に端を発するものであるが、同時に論理的思考が必要とされる場合、それを超越するものでもあった。

## ルドルフ・シュタイナー
1880年代中盤からゲーテ研究家ならびに哲学者として活躍していたルドルフ・シュタイナーは、1900年代に入った頃からその方向性を一転させ、神秘的な事柄について公に語るようになった。その年の秋にベルリンの神智学文庫での講義を依頼され、シュタイナーはこれに応じる。1902年1月には正式に神智学協会の会員となり、ドイツを中心にヨーロッパ各地で講義などの精力的な活動を繰り広げる。1912年、アニー・ベサントらを中心とする神智学協会幹部との方向性の違いから同会を脱退、同年12月に当時の神智学協会ドイツ支部の会員ほぼ全員を引き連れてケルンにて人智学協会（Anthroposophische Gesellschaft, アントロポゾフィー協会）を設立する（設立年月を1913年2月とする場合もある:225）。
それまで神智学と呼んでいた自身の思想をシュタイナーがどの時点で人智学（アントロポゾフィー）と呼ぶようになったかは不明であるが、1916年にツィンマーマンからの影響に関して以下のように述べている。
我々の持つ事柄（Sache）に、いかなる名前を与えるかという問題には、長い年月を要した。そんな中、非常に愛すべき人物が私の脳裏に浮かんだ。何故なら私が青年時代にその講義も聴講したことのある哲学の教授ロベルト・ツィンマーマンは、自らの主著を『人智学』と呼んでいたからである。—『論文集』全集36番176頁

### 思想
シュタイナーは、第一次世界大戦後のドイツの破滅的な状況のなかで、近代の諸問題を克服する思想・実践を模索した。近代の物質主義を忌避しており、人間の意識は進化すること、人間は意識の進化の基礎となる霊的な現実を直接知覚することが可能であること、また、文化活動・経済活動・政治活動を通して社会を発展させることができると信じた。様々な思想や当時の科学的知見を取り入れて自らの思想を構築し、その思想を当初は「神智学」、のちに人智学と呼んだ。人間の内なる霊性の認識と訓育、さらには近代社会の諸問題を乗り越えた新たなる調和に至る社会構想を説いた。神智学協会との決裂後、人智学協会を設立した。インド・イラン学研究者の岡田明憲は、シュタイナーの人智学は、ヨーロッパを超えようとした神智学協会の神智学から出発しており、その内容は、科学を自称しながらも信仰・宗教であった神智学を、学問・哲学の域に高めたもので、「理性的に洗練した神智学」といった色が濃いと述べている。
ミドルセックス大学のピーター・ワシントンは、人智学についてこう解説している。
人間の存在とは感覚的な存在と感覚を超越した世界が統合されている存在で、この点で人間は動物や天使と違っている。感覚を超越した領域には客観的な実体があり、現象世界も同様である。人智学はその二つの間の人間の位置を研究する学問である。これは絶対に我々が持つことのできない神々の知恵ではなく、人間の慎ましい知恵であり、むしろ人間についての知恵というべきものである。
シュタイナーの認識論は広義には直観を認識の基本とする直観主義と理解されており、シュタイナーの霊的な直観を認識の基本とする。衞藤吉則は、人智学は「理論的にも実践的にも究極的には<所与の絶対確実な知識>を依り所として理論づけられている」と述べている。人智学は、シュタイナーの超感覚的観照（霊感）によって得られたという知識・法則が絶対の基準としてあり、これは本質的なものであるとされ、検証は全く必要とされない。実践は、この知識・法則の適用あるいは現実化の技術である。シュタイナーが設立した人智学協会は、彼の思想や著作を求道の指針としており、新宗教に近い性格を持つ。
ドイツ哲学研究者の三島憲一の説明によると、ゲーテの自然科学論の影響下でシュタイナーが展開したのは、当時さまざまに模索されていた総合知のひとつのかたちであり、その背景には新プラトン主義、ドイツ神秘主義、ヨーロッパの古典的な自然科学があった。グノーシス主義等を研究する宗教学者大田俊寛の指摘するところでは、シュタイナーは近代神智学の創始者ヘレナ・P・ブラヴァツキーの『シークレット・ドクトリン』における霊性進化論（人間は転生を繰り返して霊的に進化するという思想）を承けて、これを独自の明晰な体系に再構築しようとした:68。シュタイナーはブラヴァツキーによる、聖なる数字とされてきた7を用いたオカルト進化論の単位とも言える「周期（ラウンド）」という図式を、ブラヴァツキー以上に自身の思想に徹底的に組み入れて重視した:68。地球・人種・文明・人間は進化のプロセスが7段階あるとされ、それぞれ密接に関係しあっていると考えた。ただし、インド思想を重視した神智学協会にとってキリスト教は数ある宗教の一つでしかなかったが、シュタイナーは西洋思想とキリスト教的霊性を重視し、特異なキリスト論を自らの思想の中軸に据えた。大田は、神智学の周期説のほかに、マクロコスモスとミクロコスモス（宇宙と人間）の照応という西洋の伝統的な秘教・自然魔術の観念や、ドイツの生物学者・哲学者エルンスト・ヘッケルの有機体進化論における「個体発生は系統発生を繰り返す」という「反復説」という生命観が折衷・融合されていると指摘している:68。
人智学の思想的一面をシュタイナーは「精神科学 / 心霊科学 / 霊学」（Geisteswissenschaft）と呼んだ。(以下便宜的に「精神科学」で統一。）
シュタイナーの著作に「人智学」を冠するものはなく、その著作において一貫して「人智学とは〜である」といった固定的な表現には否定的であった。シュタイナーの最盛期は最晩年であるとも言われるが、その時期の1924年2月17日に人智学に関する発言が（文書にて）なされた。それが以下のものである。
シュタイナーの弟子たちに彼と同等な見霊能力やカリスマ性を持つものは現れず、シュタイナーが死去すると信奉者たちはシュタイナーの直観を新たに得ることはできなくなった。しかし、彼の影響は死後も続き、人智学協会と協会内にある霊的分野の研究団体「霊学のための自由大学」はその教えを広め続けた。

#### 人間論・霊的進化論
人間の本質に関する研究を行った。通常の人間が、人間において目という感覚器官を通して知覚することができる存在を、肉体（物質的身体 der physische Leib）と名付け、それを「人間の一肢体（部分、構成要素 Glied）」として位置づけ、それよりさらに「高次の」構成要素は超感覚的であり、通常の人間はそれを知覚することができないとする。精神科学はそれらの超感覚的「肢体」（精妙な体）を、肉体の上にさらに六ないしは八つ認め、それら全てを「全体としての人間 der ganze Mensch」とする。地球の7つの周期に住む人間は、その周期に関連しながら物質と霊の粗雑な混合物から精妙な存在へと、肉体・エーテル体・アストラル体・自我・霊我・生命霊・霊人という7段階の進化を遂げ、現在ははっきりした自意識を獲得した自我の段階であるとされた。

#### 人生論・転生論
人間の人生を支配している法則についての研究を行った。死後の生活に関する記述や、再受肉（転生、生まれ変わり）Reinkarnation の思想を説いた。霊的進化を伴う転生思想は、神智学から受け継ぎ発展させたものである。シュタイナーの超感覚的観照・生来の霊能力による霊視に基づくとされている。

#### 宇宙論
現在の地球、あるいは宇宙が生成した過程に関する研究を行った。人間と同様、地球もまた再受肉する存在であるとみなし、現在の地球のいわば「前世」に関する描写がなされる。地球は7つの曜日に倣って、土曜期・太陽期・月期・地球期・木星期・金星期・ヴァルカン期の7つの段階を経て進化するとされ、現在は地球期であるとされた。秘教的宇宙論は、神智学から受け継ぎ発展させたものである。シュタイナーの超感覚的観照・生来の霊能力による霊視に基づくとされている。

#### 修行論
通常の人間には、シュタイナーが持っていると主張したような超感覚的認識・見霊能力はない。人智学が一つの学問になるためには、全ての人が彼の言う超感覚的認識を持つ必要があるが、シュタイナーはそれが誰にでも獲得できる能力であると考え、霊的な教師のための精神教育の確立を重視し、人智学の方法に従った修行、特にその「瞑想」と「集中」の行を毎日15分間行いさえすれば、自然と見霊能力が発現すると主張した。この点によって、シュタイナーは従来の神秘主義と一線を画している。
修行の道には七つの発達段階があるとされた。

#### 歴史観
シュタイナーの7つの人種に基づく根源人種という考えは、ブラヴァツキーによる神智学のテキスト『シークレット・ドクトリン』第2巻のものとほぼ同じである。北極付近の不滅の聖地に生まれたアストラル体の第一根源人種、エーテル体の第二根源人種ハイパーボリア人、物質的身体を持った第三根源人種レムリア人、アトランティス大陸で文明を発達させた第四根源人種アトランティス人、大洪水を逃れたアトランティス王国の聖人たちの導きで誕生した第五根源人種アーリア人、アメリカ大陸で生まれ物質的身体の軛から脱してく第六根源人種パーターラ人、地球における人類進化の最終段階である第七根源人種の7段階があり、現在の支配人種は第5根源人種アーリア人であるとされた。

#### 人種論・文化論
文化論はヘーゲルの進歩主義的な歴史哲学からの影響が見られ、歴史上の主な文化は「アーリア的」とされた文化に限定されており、インド文化、エジプト・カルデア文化、ギリシャ・ラテン文化を経て、現代は5段階目のゲルマン文化であるとされた。アーリアン学説は、ブラヴァツキーより詳しく具体的に取り入れられている。
各民族の集合的無意識ともいえる「民族魂」「民族精神」があり、国家を導き、文化を発展させるとしている。民族魂は天が遣わした大天使や神々として現れるという。

#### 国家論
シュタイナーは大戦前のヨーロッパについて、国家の運命は宇宙の計画の一部としてあらかじめ定まっており、各国には世界進化のための果たすべき役割があると考えていた。中でもドイツ人が世界進化における最も高度な点に関わっていると述べるなど、ゲルマン民族の文化の優越性を説き、ドイツ人は精神面で果たすべき使命があると主張していた。

#### 人類の敵
シュタイナーは、現在の第五文化期に、人類はゲルマンの神々の導きで新たな霊性を得ると考えたが、キリストという神的存在に導かれる霊的な進化と、ルシファーやアーリマンという悪霊によって導かれる堕落の道との分岐点でもあるとしている。
ルシファー、アーリマンは、神智学の「グレート・ホワイト・ブラザーフッド・オブ・マスターズ（大いなる白き同胞団）」と闘争を続ける悪霊「ロード・オブ・ダーク・フェイス（黒い顔の主）」という漠然とした概念を明確に定義づけしたもので、人類の主な敵である。1914年に第一次世界大戦が起こると、シュタイナーは戦争を起こしたのはダーク・フォースだと主張した。
ルシファーは傲慢の霊で、「人間の中のあらゆる熱狂的な力や、あらゆる神秘主義的な力を呼び起こす能力を備えた存在」であり、人間は努力すれば人間の限界を超え霊的能力を持てるという身の程知らずな考えに陥らせる霊である。幻想的な力を使い、第三根源人種レムリア人が性的逸脱によって堕落するよう影響を及ぼしたという。アフリマンは物質主義の霊で、「人間を唯物論という迷信へと導き、無味乾燥で散文的で俗物的な存在にする力を持つ」という。現代科学・技術の最高神であり、人類に精神と五感の領域だけを信じ、霊的な面を拒むように仕向けるとされた。ただし、歴史を長い目で見れば、ルシファーとアーリマンの力は文化の多様性や人間精神の自律性をもたらすという面もある。アーリマンの影響が最も大きいのは自然科学の諸分野で、全てが数字に還元されるため、人々は徐々に世界は物質でできた機械のようなものだと感じるようになっていくとしている。ダーウィンの進化論も、アーリマンの影響でできたものだという。また、アーリマンは経済にも大きな力を発揮するとしており、その影響で科学的・経済的に繁栄し、物質的欲望が満たされた生活を享受するようになると、霊的な進化は止まり、文化は崩壊すると考えた。ルシファーとアーリマンの力の間で均衡を保つため、本質的に太陽神であるキリストという霊格が必要とされるのだという。シュタイナーは人々に、キリストの受肉の意味を理解し、人類を堕落させるために悪霊が張り巡らせた罠に備え、霊的進化の道を進むよう求めた。

### 著作
初期の『輪廻』、『どのようにカルマは作用するか』、『神智学：世界についての超感覚的知識と人類の目的への序文』（1904年）、『アトランティス、レムリアそしてオカルト科学：その概要』などの著作には神智学団体への関心が見受けられる。
人智学の思想的側面は『自由の哲学』（1894年）、『神智学：世界についての超感覚的知識と人類の目的への序文』、『いかにして人は高い世を知るにいたるか』（1904/05年）、『神秘学概論』（1910年）の四著書に集約されるという意見もある。人智学の信奉者はしばしばこれらを「四大主著」などと呼び、シュタイナーの著作のうちで最も重要視する。

### 発展
学問、芸術、社会実践の発展を含めたを人智学、人智学運動と呼ぶ。あるいはそれらは、人智学の成長の三段階であるとも言える（そのことはシュタイナー自身も述べている）。シュタイナー自身「人智学は学問として出発し、芸術を通してその命を吹き込まれる」と述べており、そしてそれは社会実践という最も実用的で世俗的な結論に至る。

#### 芸術運動
学問としての人智学は、1910年の『神秘学概論』の出版によってその頂点を迎えた。確かに、これ以降もシュタイナーは精神科学の研究を続け新しい研究結果を発表したが、それは常に専門分野に関するもので、思想としての全体像を補う「部分」であった。
芸術運動としての人智学運動の最初の胎動は、その学問的隆盛以前の1907年にすでに見出される。この年の聖霊降臨祭に開催されたミュンヘン会議においてシュタイナーは、インテリア設計において自らの思想（不可視なもの）を芸術を通して可視的な空間に表現することを試みた（ただし、当時かれはプラトン的芸術解釈を否定していた）。そして、この試みは徐々に発展し、人智学芸術運動の象徴的な存在である「ヨハネス建築」の設計に至る。ミュンヘンでのヨハネス建築の計画は当局の建設許可が下りなかったために頓挫したが、スイスのバーゼル近郊都市ドルナッハの土地を篤志家から提供され、1913年9月に建設が始まる。1918年以降は「ゲーテアヌム」と呼ばれるこの木造建築は、1922年の大晦日に未完成のままで放火にあい消失した。同一の場所には、それまでとは全く異なる外観のコンクリート建築が建てられ、それは1923年末に新たに創立された「普遍アントロポゾフィー協会」（Allgemeine Anthroposophische Gesellschaft, 一般人智学協会）の本部となった。一般的に、この現存する建築物は第二ゲーテアヌムと呼ばれ、消失した木造建築は第一ゲーテアヌムと呼ばれる。
1908年頃にはオイリュトミーという全く新しい運動芸術・舞踏芸術がシュタイナーによって始められる。これは日本で最も有名な「シュタイナー芸術」である。オイリュトミーはシュタイナーが死去する1925年まで長い年月をかけて徐々に発展し、最終的には治療オイリュトミーという形で医療の現場にも用いられるようになる。特にドイツでは、治療オイリュトミーによる医療行為に対しても保険が適用されるほど一般に認知されている。
1910年から1913年までの四年間、シュタイナーは毎年夏に戯曲『神秘劇』を新たに書き下ろし、それはミュンヘンで上演された。その内容は主人公であるヨハネス・トマジウス（上記の「ヨハネス建築」はかれの名前に由来）をはじめとする、近代的な人間の精神的成長の過程を描いたものである。シュタイナーは人間の成長を、芸術を通して「具体的に」描こうと試みたのである。1912年に上演された神秘劇第三部の中では、上記のオイリュトミーが初めて上演されたので、この年は本来の芸術としての「オイリュトミー誕生の年」であると認知されている。

#### 社会実践
神秘劇は本来、7部または12部構成の予定であったが、第一次世界大戦の影響によってその劇作活動は中断を余儀なくされた。第一次世界大戦の惨状の後、1918年頃からシュタイナーは社会組織の三構成運動に心血を注ぐようになるが、これは翌1919年に破綻する。ドイツ共産党やナチ党は、社会三層化論を通じて国民国家の枠を超えた人々の活動についての展望を語ったシュタイナーを敵視し、かれの活動はナチ党員による妨害を受けた:236。それに続くようにヴァルドルフ教育（シュタイナー教育）運動が始まり、同年9月には最初の学校、自由ヴァルドルフ学校シュトゥットガルトが設立される。ヴァルドルフ教育運動は、日本で最も有名な人智学の社会実践である。
人智学の社会実践として、このヴァルドルフ教育運動を皮切りに医療・農業・養護教育・自然科学と様々な職業分野が改新された。現在ではそれに伴う施設は全世界で10,000箇所を超える。
ちょうどこの時期にシュタイナーは宗教運動の改新にも助力し、キリスト者共同体の設立にも大きな力を発揮した。これは一般的に人智学の社会実践の一環とみなされる。

### 現代での復活・展開
環境問題が切迫した課題になった現代では、多くのスピリチュアルな組織や指導者が、精神的な課題として環境保護に注目するようになった。シュタイナーは環境問題に関心を持っており、その思想の中心はエコロジーと宗教が占めていたため、現代の時流とうまくマッチした。また、神秘思想としては珍しく、教育、農業、治療といった実用的・世俗的な実践のノウハウを確立させていたため（神智学と大きく異なる点である）、シュタイナーの思想は現代で復活した。シュタイナーの遺したさまざまな構想は、特にドイツ語圏の国々で、小規模とはいえ存在感をもって実践され続けている。
現代の人智学協会の活動はさほど活発とも言えないが(主要メンバーは年配者である）、時代に乗って環境運動を成功させ、有機農業のバイオダイナミック農法・伝統事業といった生態環境的観点に適う企画に低利率で資金を貸し付けるGLS銀行（Gemeinschaft für Leihen und Schenken：貸与と贈与のための共同銀行）などの社会的銀行を設立し、人智学運動は教育（シュタイナー教育）、治療および医療（人智医学）まで手を広げた。現代の人智学協会の影響は活動の規模よりもかなり大きく、多くの宗教団体が人智学運動の方向性に追従している。

### 批評・批判
三島憲一によると、1920年代、ドイツの文芸批評家・哲学者ヴァルター・ベンヤミンはシュタイナーについて「前近代への願望でしかない」（三島 2002 : 596）として軽侮の意を示したという。
岡田明憲は、シュタイナーはヨーロッパの伝統（と称するもの）、特に薔薇十字の錬金術的伝統に執着しており、彼の人智学が薔薇十字の伝統を継承したか否かは置いておいても、その思想は理性を尊重するヨーロッパ近代に特有な神秘主義であり、中世の神秘主義の伝統を再興したと評価することはできないと述べている。岡田明憲は、シュタイナーもまた、近代ヨーロッパ文化を否定し、その超克を目指した神秘主義者の一人であるが、彼の人智学は近代ヨーロッパ文化の産物である「自己意識」によるものであり、ヨーロッパ近代文化に留まるとしている。
大田俊寛は、シュタイナーの思想はブラヴァツキーらの神智学と同様に、マックス・ミュラーらによる当時のアーリアン学説の影響を受け、アーリア人中心史観や優越論の傾向があることを指摘している。ただし、ブラヴァツキーやシュタイナーは、現今の支配的人類をアーリア人と呼んでいるが、人類の霊的進化は途上であり、のちに新しいより優れた人種が現れると考えており、アーリア人種至上主義とは言えないと述べている:82。
ピーター・ワシントンは、ゲルマン民族の文化的優位性を説き、霊的な敵による陰謀を主張したシュタイナーの論について、「戦後、人智主義者がシュタイナー擁護論をいろいろ出したが、大戦前のヨーロッパ政治について彼が書いたものは、先に述べたような常軌を逸した考えを多少穏やかに改変したものにすぎない。(中略）彼がゲルマン文化の熱烈な擁護者なのか、むき出しの愛国主義者なのかを区別するのは難しい」と述べている。
The Skeptics Society（懐疑派協会）の創設者でサイエンスライターのマイケル・シャーマーなどの現代の批評家は、人智学の生物学、医学、農業などを偽科学と批判している。

### 日本の人智学運動組織
日本におけるシュタイナー研究の第一人者である高橋巖は、1985年に日本人智学協会を設立した。この団体は、スイスのドルナッハにあるゲーテアヌムを本部とする「普遍アントロポゾフィー協会」（一般人智学協会）の日本における邦域協会ではなかった。1986年2月のゲーテアヌム理事会において、同協会は日本ルドルフ・シュタイナー・ハウス（1982年に上松佑二が設立）とともに、邦域協会の前段階とみなされた。1989年に日本ルドルフ・シュタイナー・ハウスは日本アントロポゾフィー協会ルドルフ・シュタイナー・ハウスに改名し、以後二つの協会が併存するようになる。1993年ヨハネ支部が設立され、1994年以降の数年間にわたる邦域協会設立準備会と1999年3月のゲーテアヌム理事会を経て、2000年5月に上松佑二を中心とするメンバーによって、日本アントロポゾフィー協会が、普遍アントロポゾフィー協会の正式な日本の邦域協会として設立された。また、現在（2013年）では普遍アントロポゾフィー協会の日本支部として、「NPO法人日本アントロポゾフィー協会」と「一般社団法人普遍アントロポゾフィー協会 - 邦域協会日本」の二つの協会、および四国アントロポゾフィークライスが存在している。